# Need Your Loving Tonight
Need Your Loving Tonight – singel zespołu Queen, autorstwa basisty Johna Decona. Zamieszczony również na albumie The Game. Utwór jest utrzymany w stylu wczesnych utworów The Beatles

## Twórcy
- Freddie Mercury – śpiew, chórki
- Brian May – gitara elektryczna, chórki
- Roger Taylor – perkusja, chórki
- John Deacon – gitara basowa, gitara akustyczna, muzyka, słowa